# Gare de Martigues
Gare de Martigues – stacja kolejowa w Martigues, w departamencie Delta Rodanu, w regionie Prowansja-Alpy-Lazurowe Wybrzeże, we Francji.
Jest stacją Société nationale des chemins de fer français (SNCF), obsługiwaną przez pociągi TER Provence-Alpes-Côte d’Azur.

## Położenie
Stacja znajduje się na linii Miramas – L’Estaque, w km 839,300, na wysokości 28 m, pomiędzy stacjami Croix-Sainte i La Couronne-Carro.

## Linie kolejowe
- Linia Miramas – L’Estaque